# Інклінги

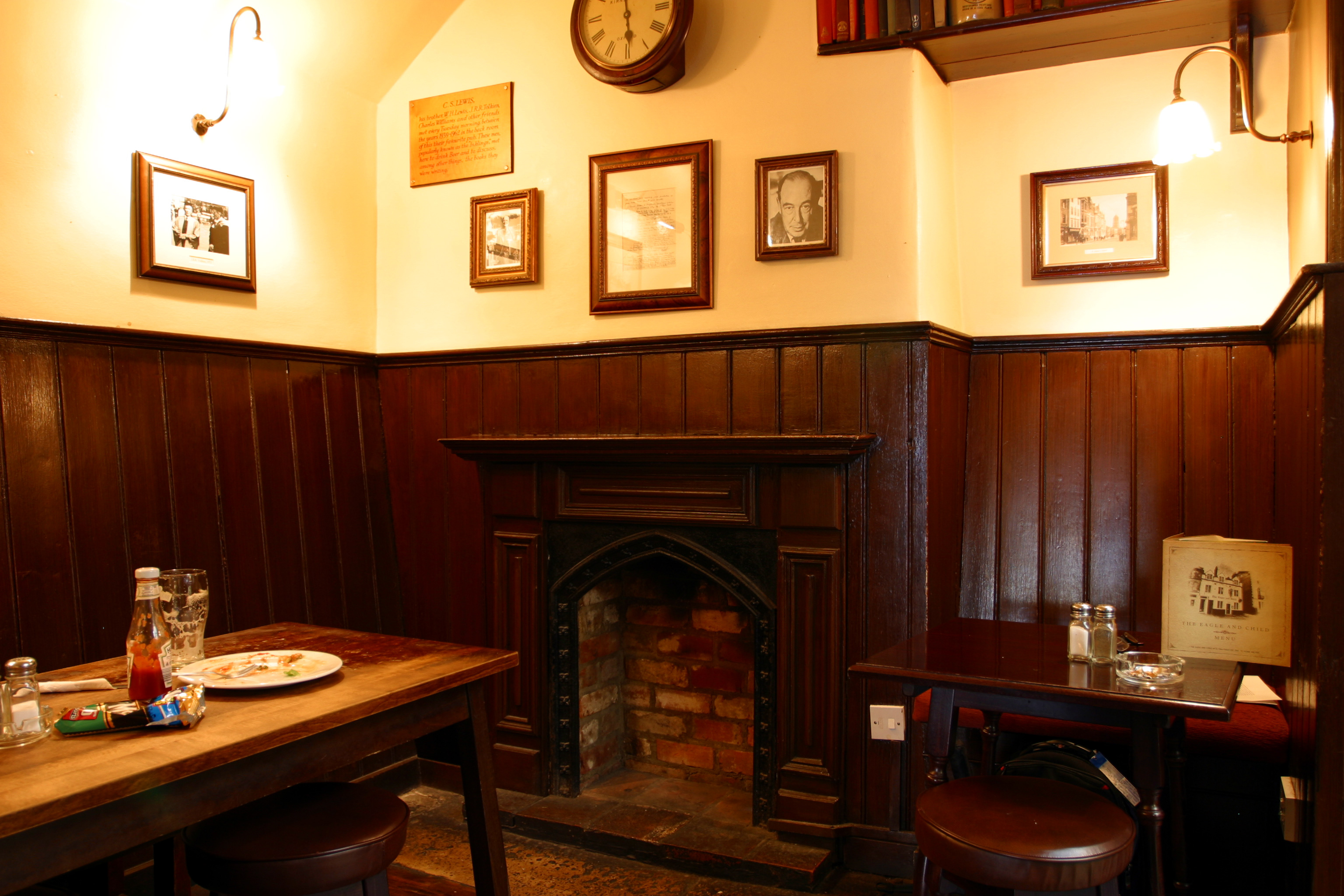
Кут пабу, колишня хазяйська вітальня, де зустрічались Інклінги. Є невелика виставка пам'ятних речей.

Інклінги (англ. Inklings, укр. здогадки) — колишня неофіційна літературна дискусійна група, пов'язана з Оксфордським університетом (Англія), яка існувала протягом майже двох десятиліть, з початку 1930-х років до кінця 1949 року. Інклінги були літературними ентузіастами, які цінували вагу наративу у літературній прозі і заохочували написання фентезі.

## Члени

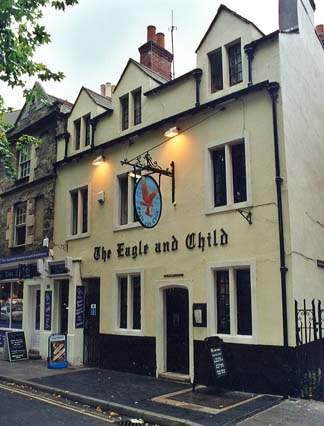
Паб «Орел і дитина» (широко відомий як «Птах і дитина» або просто «Птах») в Оксфорді де потік Інклінги неформально зустрічались щовівторка вранці під час семестрів.

Більш постійними членами Інклінгів (багато з них — викладачі в університеті) були:
- Оуен Барфілд (англ. Owen Barfield)
- англ. J. A. W. Bennett
- англ. Lord David Cecil
- англ. Nevill Coghill
- англ. Hugo Dyson
- Адам Фокс
- Роджер Ланслін Грін (англ. Roger Lancelyn Green)
- Роберт Гавард
- Клайв Стейплз Льюїс
- Воррен Льюїс, старший брат Клайва
- Джон Роналд Руел Толкін
- Крістофер Толкін, син Толкіна
- Чарльз Вільямс

До більш рідкісних відвідувачів належали:
- англ. John David Arnett
- англ. Percy Bates
- англ. James Dundas-Grant
- англ. Jon Fromke
- англ. Colin Hardie
- англ. Gervase Mathew
- англ. R. B. McCallum
- англ. C.E. Stevens
- англ. John Wain
- англ. John Walsh
- англ. Charles Leslie Wrenn

Окремі гості:
- Рой Кемпбелл
- Ерік Рюкер Еддісон

## Зустрічі
«Власне кажучи», — писав Воррен Льюїс, «Інклінги не були ні в клубом, ні літературним товариством, хоча запозичили від характеру обох. Не було правил, посадових осіб, планів або формальних виборів». Як це було характерно для університетських літературних груп свого часу і місця, Інклінги всі були лише чоловіками.
Читання і обговорення про незавершених робіт членів групи були основними цілями зустрічей. «Володар перснів» Толкіна, «З мовчазної планети» К. С. Льюїса, і «Канун дня Всіх Святих» Чарльза Вільямса були одними з тих романів, які були вперше зачитані саме Інклінгам. Вигаданий «Клуб поняття» Толкіна (див. «Саурон переможений») був заснований на Інклінгах. Не всі зустрічі були серйозні; Інклінги розважались тим, що влаштовували змагання, хто може прочитати вочевидь погану прозу Аманди МакКіттрік Рос найдовше без сміху.
Назва спочатку була пов'язана з товариством Університетського коледжу Оксфордського університету, заснованим тоді студентом Едвардом Танжі Ліном (англ. Edward Tangye Lean) близько 1931 року для читання вголос незакінчених творів. Товариство складалося з студентів і донів, серед них були Толкін і Льюїс. Коли Лін залишив Оксфорд у 1933 р., товариство розпалося, і Толкін та Льюїс перенесли його назву на їх групу в Коледжі Магдалени. Щодо зв'язку між двома товариствами «Інклінгів» Толкін пізніше сказав, що «хоча наша звичка була читати вголос твори різних видів (і довжин!), ця асоціація та її звичка фактично виникли в той час, існував би оригінальний недовгий клуб чи ні».
До кінця 1949 року читання та дискусії Інклінгів зазвичай відбувалося в четвер увечері в кімнатах К. С. Льюїса у Коледжі Магдалени. Відомо, що Інклінги та їх друзі також неофіційно збиралися по вівторках опівдні в місцевому пабі «Орел і дитина» (англ. The Eagle and Child), фамільярно і аллітераційно відомому в оксфордській спільноті як «Птах і дитина», або просто «Птах». Пізніше зустрічі були в пабі «Ягня і прапор» (англ. The Lamb and Flag) через дорогу, а в перші роки Інклінги також нерегулярно зустрічалися в інших пабах.

## Спадщина
«Marion E. Wade Center», розташований в Коледжі Вітон (Wheaton College), Іллінойс, США, присвячений працям семи британських авторів, у тому числі чотирьом Інклінгам дітей і Дороті Л. Сейерс. В цілому, Центр Вейл має більш ніж 11 000 примірників, у тому числі перших видань і критичних робіт. Крім того, центр має інші документи щодо семи видатних авторів (Г. К. Честертон, Джордж Макдональд, Інклінги Оуен Барфілд, К. С. Льюїс, Толкін і Чарльз Вільямс) — листи, рукописи, аудіо-та відеозаписи, художні роботи, дисертації, періодичні видання, фотографії та інші пов'язані матеріали.
«Міфоепічне товариство» (англ. Mythopoeic Society) — літературна організація, присвячена вивченню міфоепічної літератури, особливо робіт Дж. Р. Р. Толкіна, К. С. Льюїса і Чарльза Вільямса, заснована 1967 р. і зареєстрована як неприбуткова організація в 1971 році. Вона вручає Міфоепічну премію за твори в дусі Інклінгів та за дослідження їх творчості.
У 2006 році товариство Інклінгів в Оксфорді було відновлено, група досі збирається щонеділі ввечері, зараз у Коледжі Св. Хреста поруч з «Орлом і дитиною». Вона має схожі цілі і методи з оригіналом, хоча і дещо м'якшу критику.
Назване на честь Інклінгів «Товариство Інклінгів» засноване у Аахені, Німеччина, а їх щорічник, «Щорічник Інклінгів з літератури та естетики» (нім. Inklings Jahrbuch für Literatur und Ästhetik) видається з 1983 року видавництвом  «Brendow», Мерс. Збірник містить наукові статті та коментарі, в першу чергу щодо членів Інклінгів, а також з фентезі і міфоепосу в цілому.
Членами Інклінгів є три Наглядачів в романі «Imaginarium Geographica» Джеймса А. Оуена, частини серії «The Chronicles of the Imaginarium Geographica». Існування та заснування організації також згадується в третьому романі серії, «Король Індиго».
Студентський літературно-художній журнал Університету Маямі в Оксфорді, Огайо, називається «Inklings». Вони також зустрічаються щочетверга увечері.